# Wybory prezydenckie w Mołdawii w 2024 roku
I tura wyborów prezydenckich w Mołdawii odbyła się 20 października 2024 roku razem z referendum dotyczącym członkostwa Mołdawii w Unii Europejskiej. Żaden z kandydatów nie zdobył ponad 50% głosów, II tura wyborów została wyznaczona na 3 listopada 2024 roku.
Wybory zakończyły się zwycięstwem urzędującej prezydent Mai Sandu, która została wybrana na drugą kadencję, otrzymując 55,35% głosów w drugiej turze, w której pokonała Alexandra Stoianoglo.

## Wymagania dla kandydatów
Prezydentem Mołdawii może zostać osoba:
- w wieku od 40 lat wzwyż,
- stale zamieszkująca Mołdawię lub zamieszkująca kraj od co najmniej 10 lat,
- władająca językiem rumuńskim,
- posiadająca wykształcenie wyższe.

## Kandydaci[7]
| Imię i Nazwisko     | Zdjęcie           | Partia                                                                                      |
| ------------------- | ----------------- | ------------------------------------------------------------------------------------------- |
| Maia Sandu          |                   | Partia Akcji i Solidarności                                                                 |
| Alexandr Stoianoglo |                   | Partia Socjalistów Republiki Mołdawii                                                       |
| Renato Usatîi       |                   | Nasza Partia (rum. Partidul Nostru)                                                         |
| Vasile Tarlev       |                   | Popierany przez Partię Komunistów Republiki Mołdawii                                        |
| Irina Vlah          |                   | Niezależna                                                                                  |
| Ion Chicu           | Ion Chicu         | Partia Rozwoju i Konsolidacji Mołdawii (rum. Partidul Dezvoltării și Consolidării Moldovei) |
| Andrei Năstase      |                   | Niezależny                                                                                  |
| Octavian Țîcu       |                   | Partia Jedności Narodowej (rum. Partidul Unității Naționale)                                |
| Victoria Furtună    |                   | Niezależna                                                                                  |
| Tudor Ulianovschi   | Tudor Ulianovschi | Niezależny                                                                                  |
| Natalia Morari      | Natalia Morari    | Niezależna                                                                                  |

## Sondaże
Według sondażu przeprowadzonego przez iData w dniach 13–18 września, 1. miejsce zajęła Maia Sandu z wynikiem 26,8%, 2. miejsce – Renato Usatîi (12,7%), 3. miejsce – Alexandr Stoianoglo (11,2%). 34,6% respondentów nie wiedzieli, na kogo zagłosują.

## Frekwencja
Wybory prezydenckie w Mołdawii są uznawane za ważne przy udziale co najmniej 33,33% uprawnionych do głosowania. Frekwencja w I turze wyborów wyniosła 51,68%, w II turze – 54,34%.
|           | I tura | II tura |
| --------- | ------ | ------- |
| Mężczyźni | 45,45% | 45,21%  |
| Kobiety   | 54,55% | 54,79%  |

|            | I tura | II tura |
| ---------- | ------ | ------- |
| 18–25 lat  | 46,69% | 51,78%  |
| 26–35 lat  | 46,23% | 52,06%  |
| 36–45 lat  | 48,58% | 53,53%  |
| 46–55 lat  | 54,91% | 59,09%  |
| 56–65 lat  | 69,51% | 72,85%  |
| 66–75 lat  | 75,75% | 78,56%  |
| od 76 r.ż. | 59,56% | 63,94%  |

## Wyniki
Ponieważ żaden z kandydatów nie zdobył większości bezwzględnej, przeprowadzona została druga tura, do której przeszli Maia Sandu oraz Alexandr Stoianoglo.

Mapa wyników wyborów prezydenckich w Mołdawii 2024: I tura (lewa strona) i II tura (prawa strona)

| Kandydat            | I Tura        | I Tura  | II tura       | II tura     |
| Kandydat            | Liczba głosów | %       | Liczba głosów | %           |
| ------------------- | ------------- | ------- | ------------- | ----------- |
| Maia Sandu          | 656 852       | 42,49%  | 930 238       | 55,35%      |
| Alexandr Stoianoglo | 401 215       | 25,95%  | 750 370       | 44,65%      |
| Renato Usatîi       | 213 169       | 13,79%  | Nie dotyczy   | Nie dotyczy |
| Irina Vlah          | 83 193        | 5,38%   | Nie dotyczy   | Nie dotyczy |
| Victoria Furtună    | 68 778        | 4,45%   | Nie dotyczy   | Nie dotyczy |
| Vasile Tarlev       | 49 316        | 3,19%   | Nie dotyczy   | Nie dotyczy |
| Ion Chicu           | 31 797        | 2,06%   | Nie dotyczy   | Nie dotyczy |
| Octavian Țîcu       | 14 326        | 0,93%   | Nie dotyczy   | Nie dotyczy |
| Andrei Năstase      | 9 946         | 0,64%   | Nie dotyczy   | Nie dotyczy |
| Natalia Morari      | 9 444         | 0,61%   | Nie dotyczy   | Nie dotyczy |
| Tudor Ulianovschi   | 7 995         | 0,52%   | Nie dotyczy   | Nie dotyczy |
| Głosy ważne         | 1 546 031     | 98,80%  | 1 680 569     | 98,78%      |
| Głosy nieważne      | 18 464        | 1,20%   | 20 715        | 1,22%       |
| Razem               | 1 564 758     | 100,00% | 1 701 284     | 100,00%     |

### Wyniki z komisji wyborczej w Warszawie[12][13]
Obywatele Mołdawii mogli zagłosować w Ambasadzie Republiki Mołdawii w Polsce w Warszawie przy ul. Imielińskiej 1.
| Kandydat            | I tura        | I tura  | II tura       | II tura     |
| Kandydat            | Liczba głosów | %       | Liczba głosów | %           |
| ------------------- | ------------- | ------- | ------------- | ----------- |
| Maia Sandu          | 369           | 79,35%  | 456           | 83,98%      |
| Alexandr Stoianoglo | 27            | 5,81%   | 87            | 16,02%      |
| Renato Usatîi       | 32            | 6,88%   | Nie dotyczy   | Nie dotyczy |
| Irina Vlah          | 13            | 2,80%   | Nie dotyczy   | Nie dotyczy |
| Ion Chicu           | 6             | 1,29%   | Nie dotyczy   | Nie dotyczy |
| Victoria Furtună    | 5             | 1,08%   | Nie dotyczy   | Nie dotyczy |
| Tudor Ulianovschi   | 4             | 0,86%   | Nie dotyczy   | Nie dotyczy |
| Vasile Tarlev       | 3             | 0,65%   | Nie dotyczy   | Nie dotyczy |
| Octavian Țîcu       | 3             | 0,65%   | Nie dotyczy   | Nie dotyczy |
| Andrei Năstase      | 2             | 0,43%   | Nie dotyczy   | Nie dotyczy |
| Natalia Morari      | 1             | 0,22%   | Nie dotyczy   | Nie dotyczy |
| Głosy ważne         | 465           | 99,36%  | 543           | 99,27%      |
| Głosy nieważne      | 3             | 0,64%   | 4             | 0,73%       |
| Razem               | 468           | 100,00% | 547           | 100,00%     |

## Kontrowersje
Według mołdawskich władz grupa prorosyjskich polityków związanych z Ilanem Sorem miała zorganizować siatkę agentów oferujących 1500 lei za oddanie głosu na wskazanego kandydata i opcję „Nie” w referendum. Mołdawska policja szacuje, że w ten sposób kupiono ponad 138 tysięcy głosów, co kosztowało łącznie 39 milionów dolarów.